# Look (geslacht)
Look (Allium) is een plantengeslacht uit de narcisfamilie (Amaryllidaceae) met wereldwijd bijna 700 soorten. Het zijn meerjarige bolgewassen, variërend in hoogte van 10 cm tot 1,5 m.
In APG III werd het geslacht nog in de lookfamilie (Alliaceae) geplaatst, maar deze werd in APG IV samengevoegd met de narcisfamilie.
De planten komen hoofdzakelijk voor in gematigde en subtropische streken van het noordelijk halfrond, met uitzonderingen in Chili, Brazilië en tropisch Afrika. Onder de soorten in het geslacht zijn veelgebruikte culinaire planten als ui, knoflook, prei en bieslook. De sterke uiengeur is karakteristiek voor het hele geslacht.
Enkele soorten
- Armbloemig look (Allium paradoxum)
- Berglook (Allium carinatum)
- Bieslook (Allium schoenoprasum)
- Bochtig look (Allium zebdanense)
- Chinese bieslook (Allium ramosum)
- Daslook (Allium ursinum)
- Driekantig look (Allium triquetrum)
- Eslook (Allium oschaninii)
- Grof bieslook (Allium fistulosum)
- Knoflook (Allium sativum)
- Kogellook (Allium sphaerocephalon)
- Kraailook (Allium vineale)
- Moeslook (Allium oleraceum)
- Prei (Allium ampeloprasum)
- Ronde look (Allium rotundum )
- Sint-jansui (Allium fistulosum var. bulbifera)
- Sjalot (Allium ascalonicum)
- Slangenlook (Allium scorodoprasum)
- Stengelui (Allium fistulosum var. giganteum)
- Ui (Allium cepa), waaronder bosui

## Soorten
- Allium aaseae Ownbey
- Allium abbasii R.M.Fritsch
- Allium abramsii (Ownbey & Aase ex Traub) McNeal
- Allium achaium Boiss. & Orph.
- Allium acidoides Stearn
- Allium aciphyllum J.M.Xu
- Allium acuminatum Hook.
- Allium acutiflorum Loisel.
- Allium aegilicum Tzanoud.
- Allium aeginiense Brullo
- Allium affine Ledeb.
- Allium afghanicum Wendelbo
- Allium aflatunense B.Fedtsch. – Sierui
- Allium agrigentinum Brullo & Pavone
- Allium akaka S.G.Gmel. ex Schult. & Schult.f.
- Allium akirense N.Friesen & Fragman
- Allium alabasicum Y.Z.Zhao
- Allium aladaghense Memariani & Joharchi
- Allium alaicum Vved.
- Allium alamutense Razyfard
- Allium albiflorum Omelczuk
- Allium albopilosum C.H.Wright
- Allium albotunicatum O.Schwarz
- Allium albovianum Vved.
- Allium alexandrae Vved.
- Allium alexeianum Regel
- Allium alibile A.Rich.
- Allium alpinarii Özhatay & Kollmann
- Allium altaicum Pall.
- Allium altissimum Regel
- Allium altoatlanticum Seregin
- Allium altyncolicum N.Friesen
- Allium amethystinum Tausch
- Allium ampeloprasum L. – Prei
- Allium amphibolum Ledeb.
- Allium amplectens Torr.
- Allium anacoleum Hand.-Mazz.
- Allium anatolicum Özhatay & B.Mathew
- Allium anceps Kellogg
- Allium angulosum L. - Kantige look
- Allium anisopodium Ledeb.
- Allium anisotepalum Vved.
- Allium antalyense Eren
- Allium antiatlanticum Emb. & Maire
- Allium antonii-bolosii P.Palau
- Allium anzalonei Brullo
- Allium apolloniensis Biel
- Allium apulum Brullo & al.
- Allium archeotrichon Brullo
- Allium arkitense R.M.Fritsch
- Allium arlgirdense Blakelock
- Allium armenum Boiss. & Kotschy
- Allium armerioides Boiss.
- Allium aroides Popov & Vved.
- Allium arsuzense Eker & Koyuncu
- Allium artemisietorum Eig & Feinbrun
- Allium asarense R.M.Fritsch & Matin
- Allium ascalonicum L. – Sjalot
- Allium aschersonianum Barbey
- Allium asclepiadeum Bornm.
- Allium asirense B.Mathew
- Allium asperiflorum Miscz. ex Grossh.
- Allium assadii Seisums
- Allium atropurpureum Waldst. & Kit.
- Allium atrorubens S.Watson
- Allium atrosanguineum Schrenk
- Allium atroviolaceum Boiss.
- Allium aucheri Boiss.
- Allium auriculatum Kunth
- Allium austroiranicum R.M.Fritsch
- Allium austrokyushuense M.Hotta
- Allium austrosibiricum N.Friesen
- Allium autumnale P.H.Davis
- Allium autumniflorum F.O.Khass. & Akhani
- Allium azaurenum Gomb.
- Allium aznavense R.M.Fritsch
- Allium azutavicum Kotukhov
- Allium backhousianum Regel
- Allium baekdusanense Y.N.Lee
- Allium baeticum Boiss.
- Allium bajtulinii Bajtenov & I.I.Kamenetskaya
- Allium bakhtiaricum Regel
- Allium balansae Boiss.
- Allium balkhanicum (R.M.Fritsch & F.O.Khass.) R.M.Fritsch
- Allium baluchistanicum Wendelbo
- Allium barsczewskii Lipsky
- Allium barthianum Asch. & Schweinf.
- Allium basalticum Fragman & R.M.Fritsch
- Allium bassitense J.Thiébaut
- Allium baytopiorum Kollmann & Özhatay
- Allium beesianum W.W.Sm.
- Allium bekeczalicum Lazkov
- Allium bellulum Prokh.
- Allium bidentatum Fisch. ex Prokh. & Ikonn.-Gal.
- Allium bigelovii S.Watson
- Allium birkinshawii Mouterde
- Allium bisceptrum S.Watson
- Allium bisotunense R.M.Fritsch
- Allium blandum Wall.
- Allium blomfieldianum Asch. & Schweinf.
- Allium boissieri Regel
- Allium bolanderi S.Watson
- Allium bornmuelleri Hayek
- Allium borszczowii Regel
- Allium botschantzevii Kamelin
- Allium bourgeaui Rech.f.
- Allium brachyodon Boiss.
- Allium brachyscapum Vved.
- Allium brachyspathum Brullo
- Allium bracteolatum Wendelbo
- Allium brandegeei S.Watson
- Allium brevicaule Boiss. & Balansa
- Allium brevidens Vved.
- Allium brevidentatum F.Z.Li
- Allium brevidentiforme Vved.
- Allium brevipes Ledeb.
- Allium breviradium (Halácsy) Stearn
- Allium breviscapum Stapf
- Allium brevistylum S.Watson
- Allium brulloi Salmeri
- Allium brussalisii Tzanoud. & Kypr.
- Allium bucharicum Regel
- Allium bungei Boiss.
- Allium burjaticum N.Friesen
- Allium burlewii Davidson
- Allium caeruleum Pall.
- Allium caesioides Wendelbo
- Allium caesium Schrenk
- Allium caespitosum Siev. ex Bong. & C.A. Mey.
- Allium calabrum (N.Terracc.) Brullo
- Allium calamarophilon Phitos & Tzanoud.
- Allium callidyction C.A.Mey. ex Kunth
- Allium callimischon Link
- Allium calocephalum Wendelbo
- Allium calyptratum Boiss.
- Allium campanulatum S.Watson
- Allium canadense L.
- Allium candargyi Karavok. & Tzanoud.
- Allium candolleanum Albov
- Allium capitellatum Boiss.
- Allium cappadocicum Boiss. & Balansa
- Allium caput-medusae Airy Shaw
- Allium cardiostemon Fisch. & C.A.Mey.
- Allium carinatum L. – Berglook
- Allium carmeli Boiss.
- Allium caroli-henrici Wendelbo
- Allium carolinianum Redouté
- Allium caspium (Pall.) M.Bieb.
- Allium cassium Boiss.
- Allium castellanense (Garbari
- Allium cathodicarpum Wendelbo
- Allium cepa L. – Ui
- Allium cernuum Roth
- Allium chalcophengos Airy Shaw
- Allium chalkii Tzanoud. & Kollmann
- Allium chamaemoly L.
- Allium chamaespathum Boiss.
- Allium chamarense M.M.Ivanova
- Allium changduense J.M.Xu
- Allium chelotum Wendelbo
- Allium chienchuanense J.M.Xu
- Allium chinense G.Don
- Allium chitralicum F.T.Wang & Tang
- Allium chiwui F.T.Wang & Tang
- Allium chloranthum Boiss.
- Allium chloroneurum Boiss.
- Allium chlorotepalum R.M.Fritsch & M.Jaeger
- Allium chodsha-bakirganicum Gaffarov & Turak.
- Allium choriotepalum Wendelbo
- Allium chrysantherum Boiss. & Reut.
- Allium chrysanthum Regel
- Allium chrysocephalum Regel
- Allium chrysonemum Stearn
- Allium chychkanense R.M.Fritsch
- Allium circassicum Kolak.
- Allium circinatum Sieber
- Allium circumflexum Wendelbo
- Allium cisferganense R.M.Fritsch
- Allium cithaeronis Bogdanovic
- Allium clathratum Ledeb.
- Allium clausum Vved.
- Allium clivorum R.M.Fritsch
- Allium colchicifolium Boiss.
- Allium columbianum (Ownbey & Mingrone) P.M.Peterson
- Allium commutatum Guss.
- Allium condensatum Turcz.
- Allium confragosum Vved.
- Allium consanguineum Kunth
- Allium constrictum (Ownbey & Mingrone) P.M.Peterson
- Allium convallarioides Grossh.
- Allium cornutum Clementi
- Allium corsicum Jauzein & al.
- Allium coryi M.E.Jones
- Allium costatovaginatum Kamelin & Levichev
- Allium crameri Asch. & Boiss.
- Allium cratericola Eastw.
- Allium crenulatum Wiegand
- Allium crispum Greene
- Allium cristophii Trautv.
- Allium croaticum Bogdanovic
- Allium crystallinum Vved.
- Allium cucullatum Wendelbo
- Allium cupani Raf.
- Allium cupuliferum Regel
- Allium curtum Boiss. & Gaill.
- Allium cuthbertii Small
- Allium cyaneum Regel
- Allium cyathophorum Bureau & Franch.
- Allium cyprium Brullo
- Allium cyrilli Ten.
- Allium czelghauricum Bordz.
- Allium daghestanicum Grossh.
- Allium damascenum Feinbrun
- Allium daninianum Brullo
- Allium darwasicum Regel
- Allium dasyphyllum Vved.
- Allium decaisnei C.Presl
- Allium deciduum Özhatay & Kollmann
- Allium decipiens Fisch. ex Schult. & Schult.f.
- Allium delicatulum Siev. ex Schult. & Schult.f.
- Allium dentigerum Prokh.
- Allium denudatum Redouté
- Allium derderianum Regel
- Allium deserti-syriaci Feinbrun
- Allium desertorum Forssk.
- Allium diabolense (Ownbey & Aase ex Traub) McNeal
- Allium dichlamydeum Greene
- Allium dictuon H.St.John
- Allium dictyoprasum C.A.Mey. ex Kunth
- Allium dictyoscordum Vved.
- Allium dilatatum Zahar.
- Allium dinsmorei Rech.f.
- Allium diomedeum Brullo & al.
- Allium dirphianum Brullo & al.
- Allium djimilense Boiss. ex Regel
- Allium dodecadontum Vved.
- Allium dodecanesi Karavok. & Tzanoud.
- Allium dolichomischum Vved.
- Allium dolichostylum Vved.
- Allium dolichovaginatum R.M.Fritsch
- Allium douglasii Hook.
- Allium drepanophyllum Vved.
- Allium drobovii Vved.
- Allium drummondii Regel
- Allium drusorum Feinbrun
- Allium dumetorum Feinbrun & Szel.
- Allium durangoense Traub
- Allium ebusitanum Font Quer
- Allium eduardii Stearn ex Airy Shaw
- Allium egorovae M.V.Agab. & Ogan.
- Allium eivissanum Garbari & Miceli
- Allium elburzense Wendelbo
- Allium eldivanense Özhatay
- Allium elegans Drobow
- Allium elegantulum Kitag.
- Allium ellisii Hook.f.
- Allium elmaliense Deniz & Sümbül
- Allium elmendorfii M.E.Jones ex Ownbey
- Allium enginii Özhatay & B.Mathew
- Allium erdelii Zucc.
- Allium eremoprasum Vved.
- Allium ericetorum Thore
- Allium eriocoleum Vved.
- Allium ertugrulii Demir. & Uysal
- Allium erubescens K.Koch
- Allium erythraeum Griseb.
- Allium esfandiarii Matin
- Allium euboicum Rech.f.
- Allium eugenii Vved.
- Allium eulae Cory ex T.M.Howard
- Allium eurotophilum Wiggins
- Allium eusperma Airy Shaw
- Allium exaltatum (Meikle) Brullo
- Allium exile Boiss. & Orph.
- Allium falcifolium Hook. & Arn.
- Allium fanjingshanense C.D.Yang & G.Q.Gou
- Allium fantasmasense Traub
- Allium farctum Wendelbo
- Allium fasciculatum Rendle
- Allium favosum Zahar.
- Allium fedschenkoanum Regel
- Allium fedtschenkoi Nábelek
- Allium feinbergii Oppenh.
- Allium ferganicum Vved.
- Allium fethiyense Özhatay & B.Mathew
- Allium fetisowii Regel
- Allium fibriferum Wendelbo
- Allium fibrillum M.E.Jones
- Allium filidens Regel
- Allium filidentiforme Vved.
- Allium fimbriatum S.Watson
- Allium fistulosum L. – Grof bieslook
- Allium flavellum Vved.
- Allium flavescens Besser
- Allium flavidum Ledeb.
- Allium flavovirens Regel
- Allium flavum L.
- Allium flexuosum d'Urv.
- Allium forrestii Diels
- Allium franciniae Brullo & Pavone
- Allium fraseri (Ownbey) Shinners
- Allium frigidum Boiss. & Heldr.
- Allium fritschii F.O.Khass. & Yengal.
- Allium funckiifolium Hand.-Mazz.
- Allium furkatii R.M.Fritsch
- Allium fuscoviolaceum Fomin
- Allium fuscum Waldst. & Kit.
- Allium galanthum Kar. & Kir.
- Allium galileum Brullo
- Allium garbarii Peruzzi
- Allium garganicum Brullo
- Allium geyeri S.Watson
- Allium giganteum Regel
- Allium gilgiticum F.T.Wang & Tang
- Allium gillii Wendelbo
- Allium glaciale Vved.
- Allium glandulosum Link & Otto
- Allium glomeratum Prokh.
- Allium glumaceum Boiss. & Hausskn.
- Allium goekyigitii Ekim
- Allium goloskokovii Vved.
- Allium gomphrenoides Boiss. & Heldr.
- Allium gooddingii Ownbey
- Allium gorumsense (Regel) Boiss.
- Allium goulimyi Tzanoud.
- Allium gracillimum Vved.
- Allium gramineum K.Koch
- Allium grande Lipsky
- Allium graveolens (R.M.Fritsch) R.M.Fritsch
- Allium greuteri Brullo & Pavone
- Allium griffithianum Boiss.
- Allium grisellum J.M.Xu
- Allium grosii Font Quer
- Allium guanxianense J.M.Xu
- Allium guatemalense Traub
- Allium gubanovii Kamelin
- Allium guicciardii Heldr.
- Allium gunibicum Miscz. ex Grossh.
- Allium gusaricum Regel
- Allium guttatum Steven
- Allium gypsaceum Popov & Vved.
- Allium gypsodictyum Vved.
- Allium haemanthoides Boiss. & Reut. ex Regel
- Allium haematochiton S.Watson
- Allium hamedanense R.M.Fritsch
- Allium hamrinense Hand.-Mazz.
- Allium haneltii F.O.Khass. & R.M.Fritsch
- Allium hedgei Wendelbo
- Allium heldreichii Boiss.
- Allium helicophyllum Vved.
- Allium hemisphaericum (Sommier) Brullo
- Allium henryi C.H.Wright
- Allium herderianum Regel
- Allium hermoneum (Kollmann & Shmida) Brullo
- Allium heteronema F.T.Wang & Tang
- Allium hexaceras Vved.
- Allium hickmanii Eastw.
- Allium hierosolymorum Regel
- Allium hindukuschense Kamelin & Seisums
- Allium hintoniorum B.L.Turner
- Allium hirtovaginatum Kunth
- Allium hirtovaginum Candargy
- Allium hissaricum Vved.
- Allium hoffmanii Ownbey ex Traub
- Allium hollandicum R.M.Fritsch
- Allium hookeri Thwaites
- Allium hooshidaryae Mashayekhi
- Allium horvatii Lovric
- Allium howellii Eastw.
- Allium huber-morathii Kollmann
- Allium humile Kunth
- Allium huntiae Traub
- Allium hyalinum Curran
- Allium hymenorhizum Ledeb.
- Allium hymettium Boiss. & Heldr.
- Allium hypsistum Stearn
- Allium ilgazense Özhatay
- Allium iliense Regel
- Allium inaequale Janka
- Allium inconspicuum Vved.
- Allium incrustatum Vved.
- Allium inderiense Fisch. ex Bunge
- Allium inops Vved.
- Allium insubricum Boiss. & Reut.
- Allium insufficiens Vved.
- Allium integerrimum Zahar.
- Allium intradarvazicum R.M.Fritsch
- Allium inutile Makino
- Allium ionandrum Wendelbo
- Allium ionicum Brullo & Tzanoud.
- Allium iranicum (Wendelbo) Wendelbo
- Allium isakulii R.M.Fritsch & F.O.Khass.
- Allium isauricum Hub.-Mor. & Wendelbo
- Allium israeliticum Fragman & R.M.Fritsch
- Allium ivasczenkoae Kotukhov
- Allium jacquemontii Kunth
- Allium jaegeri R.M.Fritsch
- Allium jaxarticum Vved.
- Allium jepsonii (Ownbey & Aase ex Traub) S.S.Denison & McNeal
- Allium jesdianum Boiss. & Buhse
- Allium jodanthum Vved.
- Allium joharchii F.O.Khass. & Memariani
- Allium jubatum J.F.Macbr.
- Allium jucundum Vved.
- Allium juldusicola Regel
- Allium julianum Brullo
- Allium junceum Sm.
- Allium karacae Koyuncu
- Allium karamanoglui Koyuncu & Kollmann
- Allium karataviense Regel
- Allium karelinii Poljak.
- Allium karistanum Brullo
- Allium karyeteini Post
- Allium kaschianum Regel
- Allium kastambulense Kollmann
- Allium kasteki Popov
- Allium kazerouni Parsa
- Allium kermesinum Rchb.
- Allium keusgenii R.M.Fritsch
- Allium kharputense Freyn & Sint.
- Allium khozratense R.M.Fritsch
- Allium kiiense (Murata) Hir.Takah.bis & M.Hotta
- Allium kingdonii Stearn
- Allium kirindicum Bornm.
- Allium koelzii (Wendelbo) Perss. & Wendelbo
- Allium koenigianum Grossh.
- Allium kokanicum Regel
- Allium kollmannianum Brullo
- Allium komarowii Lipsky
- Allium kopetdagense Vved.
- Allium koreanum H.J.Choi & B.U.Oh
- Allium korolkowii Regel
- Allium kossoricum Fomin
- Allium kotschyi Boiss.
- Allium koyuncui H.Duman & Özhatay
- Allium kuhsorkhense R.M.Fritsch & Joharchi
- Allium kujukense Vved.
- Allium kunthianum Vved.
- Allium kuramense F.O.Khass. & N.Friesen
- Allium kurdistanicum Maroofi & R.M.Fritsch
- Allium kurssanovii Popov
- Allium kurtzianum Asch. & Sint. ex Kollmann
- Allium kwakense (R.M.Fritsch) R.M.Fritsch
- Allium kysylkumi Kamelin
- Allium lachnophyllum Paine
- Allium lacunosum S.Watson
- Allium lagarophyllum Brullo
- Allium lalesaricum Freyn & Bornm.
- Allium lamondiae Wendelbo
- Allium lasiophyllum Vved.
- Allium latifolium Jaub. & Spach
- Allium ledebourianum Schult. & Schult.f.
- Allium lefkarense Brullo
- Allium lehmannianum Merckl. ex Bunge
- Allium lehmannii Lojac.
- Allium lemmonii S.Watson
- Allium lenkoranicum Miscz. ex Grossh.
- Allium leptomorphum Vved.
- Allium leucanthum K.Koch
- Allium leucocephalum Turcz. ex Ledeb.
- Allium leucosphaerum Aitch. & Baker
- Allium libani Boiss.
- Allium lilacinum Klotzsch
- Allium lineare L.
- Allium linearifolium H.J.Choi & B.U.Oh
- Allium lipskyanum Vved.
- Allium listera Stearn
- Allium litardierei J.-M.Tison
- Allium litorale Konta
- Allium litvinovii Drobow ex Vved.
- Allium lojaconoi Brullo
- Allium longanum Pamp.
- Allium longicollum Wendelbo
- Allium longifolium (Kunth) Spreng.
- Allium longipapillatum R.M.Fritsch & Matin
- Allium longiradiatum (Regel) Vved.
- Allium longisepalum Bertol.
- Allium longispathum Redouté
- Allium longistylum Baker
- Allium longivaginatum Wendelbo
- Allium lopadusanum Bartolo
- Allium loratum Baker
- Allium lusitanicum Lam.
- Allium luteolum Halácsy
- Allium lutescens Vved.
- Allium lycaonicum Siehe ex Hayek
- Allium maackii (Maxim.) Prokh. ex Kom.
- Allium macedonicum Zahar.
- Allium machmelianum Post
- Allium macleanii Baker
- Allium macranthum Baker
- Allium macrochaetum Boiss. & Hausskn.
- Allium macropetalum Rydb.
- Allium macrostemon Bunge
- Allium macrostylum Regel
- Allium macrum S.Watson
- Allium madidum S.Watson
- Allium mahneshanense Razyfard
- Allium mairei H.Lév.
- Allium majus Vved.
- Allium makrianum C.Brullo
- Allium malyschevii N.Friesen
- Allium maniaticum Brullo & Tzanoud.
- Allium mannii Traub & T.M.Howard
- Allium maowenense J.M.Xu
- Allium maraschicum Koçyigit & Özhatay
- Allium marathasicum Brullo
- Allium mareoticum Bornm. & Gauba
- Allium margaritae B.Fedtsch.
- Allium margaritiferum Vved.
- Allium marginatum Janka
- Allium mariae Bordz.
- Allium marschalianum Vved.
- Allium massaessylum Batt. & Trab.
- Allium materculae Bordz.
- Allium maximowiczii Regel
- Allium megalobulbon Regel
- Allium melanantherum Pancic
- Allium melananthum Coincy
- Allium melanogyne Greuter
- Allium melitense (Sommier & Caruana ex Borg) Cif. & Giacom.
- Allium melliferum Traub
- Allium membranaceum Ownbey ex Traub
- Allium meronense Fragman & R.M.Fritsch
- Allium meteoricum Heldr. & Hausskn. ex Halácsy
- Allium mexicanum Traub
- Allium michaelis F.O.Khass. & Tojibaev
- Allium michoacanum Traub
- Allium micranthum Wendelbo
- Allium microdictyon Prokh.
- Allium microspathum Ekberg
- Allium minus (S.O.Yu, S.Lee & W.Lee) H.J.Choi & B.U.Oh
- Allium minutiflorum Regel
- Allium minutum Vved.
- Allium mirum Wendelbo
- Allium mirzajevii Tscholok.
- Allium moderense R.M.Fritsch
- Allium moly L.
- Allium monanthum Maxim.
- Allium mongolicum Regel
- Allium monophyllum Vved. ex Czerniak.
- Allium montelburzense R.M.Fritsch
- Allium montibaicalense N.Friesen
- Allium monticola Davidson
- Allium moschatum L.
- Allium mozaffarianii Maroofi & R.M.Fritsch
- Allium multibulbosum Jacq.
- Allium multiflorum Desf.
- Allium munzii (Ownbey & Aase ex Traub) McNeal
- Allium myrianthum Boiss.
- Allium najafdaricum R.M.Fritsch
- Allium nanodes Airy Shaw
- Allium narcissiflorum Vill.
- Allium nathaliae Seregin
- Allium neapolitanum Cirillo
- Allium nebrodense Guss.
- Allium negevense Kollmann
- Allium negianum A.Pandey, K.M.Rai, Malav & S.Rajkumar
- Allium nemrutdaghense Kit Tan & Sorger
- Allium neriniflorum (Herb.) G.Don
- Allium nevadense S.Watson
- Allium nevii S.Watson
- Allium nevsehirense Koyuncu & Kollmann
- Allium nevskianum Vved. ex Wendelbo
- Allium nigrum L.
- Allium noeanum Reut. ex Regel
- Allium notabile Feinbrun
- Allium nuristanicum Kitam.
- Allium nutans L.
- Allium obliquum L.
- Allium obtusiflorum Redouté
- Allium obtusum Lemmon
- Allium ochotense Prokh.
- Allium oleraceum L. – Moeslook
- Allium oliganthum Kar. & Kir.
- Allium olivieri Boiss.
- Allium oltense Grossh.
- Allium olympicum Boiss.
- Allium omeiense Z.Y.Zhu
- Allium opacum Rech.f.
- Allium ophiophyllum Vved.
- Allium oporinanthum Brullo
- Allium optimae Greuter
- Allium oreodictyum Vved.
- Allium oreophiloides Regel
- Allium oreophilum C.A.Mey.
- Allium oreoprasoides Vved.
- Allium oreoprasum Schrenk
- Allium oreoscordum Vved.
- Allium oreotadzhikorum R.M.Fritsch
- Allium orestis Kalpoutz.
- Allium orientale Boiss.
- Allium orientoiranicum Neshati
- Allium orunbaii F.O.Khass. & R.M.Fritsch
- Allium oschaninii O.Fedtsch. – Eslook
- Allium ovalifolium Hand.-Mazz.
- Allium ownbeyi Traub
- Allium paepalanthoides Airy Shaw
- Allium palentinum Losa & P.Monts.
- Allium pallasii Murray
- Allium pallens L.
- Allium pamiricum Wendelbo
- Allium pangasicum Turak.
- Allium paniculatum L.
- Allium panjaoense Wendelbo
- Allium papillare Boiss.
- Allium paradoxum (M.Bieb.) G.Don – Armbloemig look
- Allium parciflorum Viv.
- Allium pardoi Loscos
- Allium parishii S.Watson
- Allium parnassicum (Boiss.) Halácsy
- Allium parryi S.Watson
- Allium parvulum Vved.
- Allium parvum Kellogg
- Allium passeyi N.H.Holmgren & A.H.Holmgren
- Allium pendulinum Ten.  – Hangende look
- Allium peninsulare Lemmon ex Greene
- Allium pentadactyli Brullo
- Allium perdulce S.V.Fraser
- Allium permixtum Guss.
- Allium peroninianum Azn.
- Allium pervestitum Klokov
- Allium petraeum Kar. & Kir.
- Allium petri F.O.Khass. & R.M.Fritsch
- Allium pevtzovii Prokh.
- Allium phalereum Heldr. & Sart.
- Allium phanerantherum Boiss. & Hausskn.
- Allium phariense Rendle
- Allium phitosianum Brullo & al.
- Allium phrygium Boiss. & Balansa
- Allium phthioticum Boiss. & Heldr.
- Allium pictistamineum O.Schwarz
- Allium pilosum Sm.
- Allium platakisii Tzanoud. & Kypr.
- Allium platycaule S.Watson
- Allium platyspathum Schrenk
- Allium plummerae S.Watson
- Allium plurifoliatum Rendle
- Allium podolicum Blocki ex Racib. & Szafer
- Allium pogonotepalum Wendelbo
- Allium polyanthum Schult. & Schult.f.
- Allium polyrhizum Turcz. ex Regel
- Allium ponticum Miscz. ex Grossh.
- Allium popovii Vved.
- Allium potosiense Traub
- Allium praecox Brandegee
- Allium praemixtum Vved.
- Allium prattii C.H.Wright
- Allium proponticum Stearn & Özhatay
- Allium prostratum Trevir.
- Allium protensum Wendelbo
- Allium pruinatum Link ex Spreng.
- Allium przewalskianum Regel
- Allium psebaicum Mikheev
- Allium pseudoalbidum N.Friesen & Özhatay
- Allium pseudoampeloprasum Miscz. ex Grossh.
- Allium pseudobodeanum R.M.Fritsch & Matin
- Allium pseudocalyptratum Mouterde
- Allium pseudoflavum Vved.
- Allium pseudofraseri T.M.Howard
- Allium pseudojaponicum Makino
- Allium pseudophanerantherum Rech.f.
- Allium pseudosenescens H.J.Choi & B.U.Oh
- Allium pseudostamineum Kollmann & Shmida
- Allium pseudostrictum Albov
- Allium pseudowinklerianum R.M.Fritsch & F.O.Khass.
- Allium pskemense B.Fedtsch.
- Allium pueblanum Traub
- Allium pumilum Vved.
- Allium punctum L.F.Hend.
- Allium purpureoviride Koyuncu & I.Genç
- Allium pustulosum Boiss. & Hausskn.
- Allium pyrenaicum Costa & Vayr.
- Allium qasyunense Mouterde
- Allium ramazanicum Parsa
- Allium ramosum L. – Chinese bieslook
- Allium rausii Brullo & al.
- Allium ravenii F.O.Khass.
- Allium rechingeri Wendelbo
- Allium reconditum Pastor
- Allium regelianum A.K.Becker
- Allium regelii Trautv.
- Allium registanicum Wendelbo
- Allium retrorsum (Özhatay & Kollmann) Brullo
- Allium reuterianum Boiss.
- Allium rhabdotum Stearn
- Allium rhetoreanum Nábelek
- Allium rhizomatum Wooton & Standl.
- Allium rhodiacum Brullo
- Allium rhodopeum Velen.
- Allium rhynchogynum Diels
- Allium rinae F.O.Khass.
- Allium ritsi Iatroú & Tzanoud.
- Allium robertianum Kollmann
- Allium robinsonii L.F.Hend.
- Allium roborowskianum Regel
- Allium robustum Kar. & Kir.
- Allium rollovii Grossh.
- Allium rosenbachianum Regel
- Allium rosenorum R.M.Fritsch
- Allium roseum L.
- Allium rothii Zucc.
- Allium rotundum L. – Ronde look
- Allium rouyi Gaut.
- Allium roylei Stearn
- Allium rubellum M.Bieb.
- Allium rubens Schrad. ex Willd.
- Allium rubrovittatum Boiss. & Heldr.
- Allium rude J.M.Xu
- Allium ruhmerianum Asch. ex E.A.Durand & Barratte
- Allium rumelicum Koçyigit & Özhatay
- Allium runemarkii Trigas & Tzanoud.
- Allium runyonii Ownbey
- Allium rupestre Steven
- Allium rupestristepposum N.Friesen
- Allium rupicola Boiss. ex Mouterde
- Allium sabulosum Steven ex Bunge
- Allium sabzakense Wendelbo
- Allium sacculiferum Maxim.
- Allium sairamense Regel
- Allium salinum A.I.Baranov & Skvortsov
- Allium samothracicum Tzanoud.
- Allium samurense Tscholok.
- Allium sanbornii Alph.Wood
- Allium sandrasicum Kollmann
- Allium sannineum Gomb.
- Allium saposhnikovii Nikitina
- Allium saralicum R.M.Fritsch
- Allium sarawschanicum Regel
- Allium sativum L. – Knoflook
- Allium savii Parl.
- Allium saxatile M.Bieb.
- Allium scaberrimum M.Serres
- Allium scabriflorum Boiss.
- Allium scabriscapum Boiss.
- Allium schachimardanicum Vved.
- Allium schergianum Boiss.
- Allium schischkinii Sobolevsk.
- Allium schmitzii Cout.
- Allium schoenoprasoides Regel
- Allium schoenoprasum L. – Bieslook
- Allium schrenkii Regel
- Allium schubertii Zucc.
- Allium schugnanicum Vved.
- Allium scilloides Douglas ex S.Watson
- Allium scorodoprasum L. – Slangenlook
- Allium scorzonerifolium Desf. ex Redouté
- Allium scotostemon Wendelbo
- Allium scrobiculatum Vved.
- Allium semenovii Regel
- Allium senescens L.
- Allium sergii Vved.
- Allium serra McNeal & Ownbey
- Allium setifolium Schrenk
- Allium severtzovioides R.M.Fritsch
- Allium sewerzowii Regel
- Allium sharsmithiae (Ownbey & Aase ex Traub) McNeal
- Allium shatakiense Rech.f.
- Allium shelkovnikovii Grossh.
- Allium shevockii McNeal
- Allium shirnakiense Behçet & Rüstem.
- Allium sibthorpianum Schult. & Schult.f.
- Allium siculum Ucria
- Allium sieheanum Hausskn. ex Kollmann
- Allium sikkimense Baker
- Allium simillimum L.F.Hend.
- Allium sinaiticum Boiss.
- Allium sindjarense Boiss. & Hausskn. ex Regel
- Allium sinkiangense F.T.Wang & Y.C.Tang
- Allium sintenisii Freyn
- Allium siphonanthum J.M.Xu
- Allium sipyleum Boiss.
- Allium siskiyouense Ownbey ex Traub
- Allium sivasicum Özhatay & Kollmann
- Allium sochense R.M.Fritsch & U.Turak.
- Allium songpanicum J.M.Xu
- Allium sordidiflorum Vved.
- Allium sosnovskyanum Miscz. ex Grossh.
- Allium spathaceum Steud. ex A.Rich.
- Allium spathulatum F.O.Khass. & R.M.Fritsch
- Allium speculae Ownbey & Aase
- Allium sphaerocephalon L. – Kogellook
- Allium spicatum (Prain) N.Friesen
- Allium spirale Willd.
- Allium spirophyllum Wendelbo
- Allium splendens Willd. ex Schult. & Schult.f.
- Allium sprengeri Regel
- Allium spurium G.Don
- Allium stamineum Boiss.
- Allium staticiforme Sm.
- Allium stearnianum Koyuncu
- Allium stellatum Nutt. ex Ker Gawl.
- Allium stellerianum Willd.
- Allium stenopetalum Boiss. & Kotschy ex Regel
- Allium stephanophorum Vved.
- Allium stipitatum Regel
- Allium stocksianum Boiss.
- Allium stoloniferum Ownbey & T.D.Jacobson
- Allium stracheyi Baker
- Allium strictum Schrad.
- Allium struzlianum Ogan.
- Allium stylosum O.Schwarz
- Allium suaveolens Jacq.
- Allium subakaka Razyfard & Zarre
- Allium subangulatum Regel
- Allium subhirsutum L.
- Allium subkopetdagense (R.M.Fritsch & F.O.Khass.) R.M.Fritsch
- Allium subnotabile Wendelbo
- Allium subtilissimum Ledeb.
- Allium subvillosum Salzm. ex Schult. & Schult.f.
- Allium sulphureum Vved.
- Allium suworowii Regel
- Allium svetlanae Vved. ex Filim.
- Allium synnotii G.Don
- Allium szovitsii Regel
- Allium taciturnum Vved.
- Allium taeniopetalum Popov & Vved.
- Allium taishanense J.M.Xu
- Allium talassicum Regel
- Allium talijevii Klokov
- Allium talyschense Miscz. ex Grossh.
- Allium tanguticum Regel
- Allium taquetii H.Lév. & Vaniot
- Allium tardans Greuter & Zahar.
- Allium tardiflorum Kollmann & Shmida
- Allium tarkhankuticum Seregin
- Allium tashkenticum F.O.Khass. & R.M.Fritsch
- Allium tauricola Boiss.
- Allium tchihatschewii Boiss.
- Allium tekesicola Regel
- Allium tel-avivense Eig
- Allium telaponense Traub
- Allium telmatum Bogdanovic
- Allium tenuicaule Regel
- Allium tenuiflorum Ten.
- Allium tenuissimum L.
- Allium teretifolium Regel
- Allium texanum T.M.Howard
- Allium textile A.Nelson & J.F.Macbr.
- Allium therinanthum Brullo
- Allium thessalicum Brullo & al.
- Allium thunbergii G.Don
- Allium tianschanicum Rupr.
- Allium togashii H.Hara
- Allium tokaliense Kamelin & Levichev
- Allium tolmiei Baker
- Allium tourneuxii Chabert
- Allium trachycoleum Wendelbo
- Allium trachyscordum Vved.
- Allium transvestiens Vved.
- Allium traubii T.M.Howard
- Allium trautvetterianum Regel
- Allium tribracteatum Torr.
- Allium trichocnemis J.Gay
- Allium tricoccum Aiton
- Allium trifoliatum Cirillo
- Allium trifurcatum (F.T.Wang & Tang) J.M.Xu
- Allium tripedale Trautv.
- Allium tripterum Nasir
- Allium triquetrum L. – Driekantig look
- Allium truncatum (Feinbrun) Kollmann & D.Zohary
- Allium tschimganicum B.Fedtsch.
- Allium tschulaktavicum Bajtenov & Nelina
- Allium tubergenii Freyn
- Allium tuberosum Rottler ex Spreng. – Chinese bieslook
- Allium tubiflorum Rendle
- Allium tuchalense F.O.Khass. & Noroozi
- Allium tulipifolium Ledeb.
- Allium tuncelianum (Kollmann) Özhatay
- Allium tuolumnense (Ownbey & Aase ex Traub) S.S.Denison & McNeal
- Allium turcicum Özhatay & Cowley
- Allium turcomanicum Regel
- Allium turkestanicum Regel
- Allium turtschicum Regel
- Allium tuvinicum (N.Friesen) N.Friesen
- Allium tytthanthum Vved.
- Allium tytthocephalum Schult. & Schult.f.
- Allium ubipetrense R.M.Fritsch
- Allium ubsicola Regel
- Allium umbilicatum Boiss.
- Allium undulatipetalum İ.Genç & N.Özhatay
- Allium unifolium Kellogg
- Allium urmiense Kamelin & Seisums
- Allium ursinum L. – Daslook
- Allium valdecallosum Maire & Weiller
- Allium valdesianum Brullo
- Allium valentinae Pavlov
- Allium validum S.Watson
- Allium vallivanchense R.M.Fritsch & N.Friesen
- Allium variegatum Boiss.
- Allium vasilevskajae Ogan.
- Allium vavilovii Popov & Vved.
- Allium verticillatum Regel
- Allium vescum Wendelbo
- Allium victorialis L.
- Allium victoris Vved.
- Allium vineale L. – Kraailook
- Allium vinicolor Wendelbo
- Allium virgunculae Maek. & Kitam.
- Allium viridiflorum Pobed.
- Allium viridulum Ledeb.
- Allium vodopjanovae N.Friesen
- Allium vvedenskyanum Pavlov
- Allium wallichii Kunth
- Allium warzobicum Kamelin
- Allium weissii Boiss.
- Allium wendelboanum Kollmann
- Allium wendelboi Matin
- Allium weschniakowii Regel
- Allium wiedemannianum Regel
- Allium willeanum Holmboe
- Allium winklerianum Regel
- Allium woronowii Miscz. ex Grossh.
- Allium xiangchengense J.M.Xu
- Allium xichuanense J.M.Xu
- Allium xiphopetalum Aitch. & Baker
- Allium yanchiense J.M.Xu
- Allium yildirimlii Dural
- Allium yongdengense J.M.Xu
- Allium yosemitense Eastw.
- Allium yuanum F.T.Wang & Tang
- Allium zagricum R.M.Fritsch
- Allium zaissanicum Kotukhov
- Allium zaprjagajevii Kassacz
- Allium zebdanense Boiss. & Noë – Bochtig look
- Allium zergericum F.O.Khass. & R.M.Fritsch

... · 
A. altaicum · 
A. ampeloprasum (prei) · 
A. ascalonicum (sjalot) · 
A. carinatum (berglook) · 
A. cepa (ui) · 
A. fistulosum (grof bieslook) · 
A. fistulosum var. bulbifera (sint-jansui) · 
A. fistulosum var. giganteum (stengelui) ·
A. karataviense · 
A. oleraceum (moeslook) · 
A. oschaninii (eslook) · 
A. paradoxum (armbloemig look) · 
A. rotundum (ronde look) · 
A. sativum (knoflook) · 
A. schoenoprasum (bieslook) · 
A. scorodoprasum (slangenlook) · 
A. sphaerocephalon (kogellook) · 
A. tricoccum · 
A. triquetrum (driekantig look) · 
A. tuberosum (Chinese bieslook) · 
A. ursinum (daslook) · 
A. vineale (kraailook) · 
A. zebdanense (bochtig look) ·
...